# Fernand Decanali
Fernand Julien Decanali (ur. 8 lipca 1925 w Marsylii, zm. 10 stycznia 2017 tamże) – francuski kolarz torowy i szosowy, mistrz olimpijski.

## Kariera
Największy sukces w karierze Fernand Decanali osiągnął w 1948 roku, kiedy wspólnie z Charlesem Coste, Serge’em Blussonem i Pierre’em Adamem zdobył złoty medal w drużynowym wyścigu na dochodzenie podczas igrzysk olimpijskich w Londynie. Był to jedyny medal wywalczony przez Decanaliego na międzynarodowej imprezie tej rangi oraz jego jedyny start olimpijski. Startował również w wyścigach szosowych, zajmując między innymi pierwsze miejsce w wyścigu Paryż-Ézy. Nigdy nie zdobył medalu na szosowych ani torowych mistrzostwach świata.